# غار فارس
غار فارس در ۹ کیلومتری شهر خضری دشت بیاض در بخش نیمبلوک شهرستان قائنات در استان خراسان جنوبی واقع در روستای ثغوری است.
نام غار فارس برگرفته از نام شهر فارس از شهرهای دوره ساسانی و صدر اسلام بوده است.
در میان مردم منطقه این غار با نام‌های غار فارسان، غار پارسان، غار سفید شناخته می‌شود.
این غار دارای هفت دهنه است که پنج دهنه آن در دامنه جنوبی کوهی بزرگ در شمال روستا قابل رویت است.